# ODYSSEY (Novelbrightの曲)
『ODYSSEY』（オデッセイ）は、2023年9月24日にライブ会場限定で発売された日本のロックバンド・Novelbrightのシングル。

## 概要
表題曲はバンド結成10周年を記念して制作されており、編曲は村山☆潤が担当している。カップリング曲となる「ちょっと飲みいこうや」では、ドラマーのねぎが初めてNovelbrightの楽曲の作詞を手掛け、作曲を山田海斗が手掛けている。
本作は、『「Novelbright LIVE TOUR 2023 〜ODYSSEY〜 FINAL SERIES」Novelbright結成10周年記念LIVE』が行われた2023年9月24日の大阪城ホール及び2023年10月15日の横浜アリーナのみで発売され、横浜アリーナ公演と同日の21時から表題曲がデジタルシングルとしてリリースされた。カップリング曲はCD盤限定で収録されている。
表題曲のミュージックビデオは、2023年10月20日に公開された。

## 収録内容
| #         | タイトル                 | 作詞      | 作曲      | 時間  |
| --------- | ------------------------ | --------- | --------- | ----- |
| 1.        | 「ODYSSEY」              | 竹中雄大  | 沖聡次郎  | 4:16  |
| 2.        | 「ちょっと飲みいこうや」 | ねぎ      | 山田海斗  | 4:20  |
| 3.        | 「Secret Track」         |           |           | 1:36  |
| 合計時間: | 合計時間:                | 合計時間: | 合計時間: | 10:12 |

| #         | タイトル    | 作詞      | 作曲      | 時間 |
| --------- | ----------- | --------- | --------- | ---- |
| 1.        | 「ODYSSEY」 | 竹中雄大  | 沖聡次郎  | 4:16 |
| 合計時間: | 合計時間:   | 合計時間: | 合計時間: | 4:16 |